# Dvojice jméno-hodnota
Dvojice jméno-hodnota, dvojice atribut-hodnota, dvojice klíč-hodnota nebo dvojice pole-hodnota, je často používané reprezentace dat ve výpočetních systémech a aplikacích. Návrháři často vyžadují rozšiřitelné datové struktury, které umožňují budoucí rozšiřování bez úprav existujícího kódu nebo dat. V takových situacích může být celý datový model nebo jeho část vyjádřena kolekcí uspořádaných dvojic tvaru <jméno atributu, hodnota>. Některé aplikace a implementace mohou vyžadovat jedinečnost jmen atributů, jiné ne.

## Příklady použití
K aplikacím, které používají reprezentaci informací pomocí dvojic jméno-hodnota, patří:
- Hlavičky e-mailu podle RFC 2822[1]
- Řetězce dotazu v URL
- Nepovinná pole v síťových protokolech, např. IP, kde jsou dvojice jméno-hodnota často vnitřně reprezentovány trojicemi TLV (typ-délka-hodnota)
- Bibliografické informace, např. metadata BibTeXu a Dublin Core
- Atributy elementů ve značkovacích jazycích jako je SGML, HTML a XML
- Některé druhy databázových systémů – jmenovitě databáze klíč-hodnota
- Mapová data v OpenStreetMap
- Položky registru Windows
- Proměnné prostředí

## Použití v počítačových jazycích
Některé počítačové jazyky implementují dvojice jméno-hodnota nebo častěji kolekce dvojic atribut-hodnota jako standardní prvky jazyka. Většina jich implementuje obecný model asociativního pole: neuspořádaný seznam jedinečných atributů a jim přiřazených hodnot. Takto implementované struktury však nejsou přímo použitelné pro všechny účely, například u hlaviček e-mailů je důležité i pořadí a hlavičky se stejným jménem mohou být v jedné zprávě použity více než jednou.
V některých aplikacích může být hodnotou některých dvojic jméno-hodnota vnořená kolekce dvojic atribut-hodnota. Některé formáty pro serializaci dat, např. JSON, podporují vnořování libovolné hloubky;
jiné reprezentace dat umožňují pouze jednu úroveň vnořování, příkladem je struktura INI souborů, které jsou členěné na sekce tvořené kolekcí dvojic jméno-hodnota.